# 마크 매키니

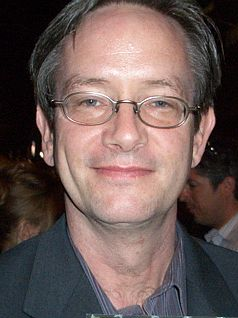

마크 매키니(Mark McKinney, 1959년 6월 26일 ~ )는 캐나다의 배우, 각본가, 텔레비전 배우이다. 오타와에서 태어났다.

## 방송
- 슈퍼스토어 시즌5
- 슈퍼스토어 시즌3
- 슈퍼스토어 시즌2
- 슈퍼스토어
- 맨 시킹 우먼

## 영화
- 슈퍼스토어 (2015년)
- 맨 시킹 우먼 시즌1 (2015년)
- 더 베스트 레이드 플랜스 (2014년)
- 레스 댄 카인드 (2008년)
- 세터데이 나잇 라이브 인 더 '90s: 팝 컬처 네이션 (2007년) - 본인 역
- 스튜디오 60 (2006년)
- 성탄절 전야의 공항 대소동 (2006년)
- 롭슨 암스 (2005년)
- 스노우 케이크 (2005년)
- 세터데이 나잇 라이브: 더 베스트 오브 윌 페럴 - 볼륨 2 (2004년)
- 이 세상에서 가장 슬픈 노래 (2003년)
- 레이디스 맨 (2000년)
- 뉴 워터포드 걸 (1999년)
- 도시 탈출 (1999년)
- 슈퍼스타 (1999년)
- 새터데이 나이트 라이브: 더 베스트 오브 마이크 마이어스 (1998년) - 본인 역
- 디스코의 마지막 날 (1998년)
- 도그 파크 (1998년)
- 허드 (1998년)
- 록스베리 나이트 (1998년)
- 스파이스 월드 (1997년)
- 브레인 캔디 (1996년)
- 새터데이 나잇 라이브 (1975년)